# Корона (6-й сезон)
Шестой и финальный сезон сериала «Корона», рассказывающего о жизни и правлении королевы Елизаветы II, вышел на Netflix в 2023 году двумя частями: первые четыре эпизода 16 ноября, остальные шесть — 14 декабря 2023 года. Это второй сезон сериала, который вышел после смерти королевы Елизаветы II.

## Сюжет
Сериал «Корона» рассказывает о жизни королевы Елизаветы II начиная с её свадьбы в 1947 году до начала XXI века. Действие шестого сезона разворачивается в период с 1997 по 2005 год. В нём рассказывается о премьерстве лейбориста Тони Блэра, гибели и похоронах принцессы Дианы, ранних отношениях между принцем Уильямом и Кейт Миддлтон, а также о свадьбе принца Чарльза и Камиллы Паркер Боулз.

## В ролях
- Имельда Стонтон — королева Елизавета II[4]
  - Виола Преттеджон — юная принцесса Елизавета[5]
- Джонатан Прайс — принц Филипп, герцог Эдинбургский, муж Елизаветы[4]
- Лесли Мэнвилл — принцесса Маргарет, графиня Сноудон, младшая сестра Елизаветы[4]
- Марсия Уоррен — Королева Елизавета, королева-мать, мать королевы Елизаветы
- Доминик Уэст — Чарльз, принц Уэльский, старший сын Елизаветы и Филиппа и их наследник[4]
- Оливия Уильямс — Камилла Паркер-Боулз, многолетняя любовница Чарльза[3]
- Элизабет Дебики — Диана, принцесса Уэльская, бывшая жена Чарльза[4]
- Халид Абдалла — Доди аль-Файед, возлюбленный Дианы, погибший вместе с ней в автокатастрофе 1997 года[6]
- Берти Карвел — Тони Блэр, премьер-министр (1997—2007)[7]
- Руфус Кампа и Эд Маквейвас — принц Уильям[8]
- Мег Беллами — Кейт Миддлтон[8]

## Производство и релиз
Изначально предполагалось, что в сериале «Корона» будет шесть сезонов. В январе 2020 года автор сериала Питер Морган заявил, что пятый сезон станет финальным, но через полгода изменил своё решение, сказав: «Когда мы начали обсуждать сюжетные линии для пятого сезона, вскоре стало ясно, что для того, чтобы отдать должное богатству и сложности истории, мы должны вернуться к первоначальному плану и снять шесть сезонов. Чтобы было ясно, шестой сезон ни на йоту не приблизит нас к настоящему времени — он просто позволит нам более подробно осветить тот же период».
В январе 2020 года было объявлено, что Имельда Стонтон сменит Колман в роли королевы в пятом сезоне, а в июле того же года стало известно, что она будет играть и в шестом. В июле 2020 года Лесли Мэнвилл получила роль принцессы Маргарет, в августе Джонатан Прайс и Элизабет Дебики получили роли принца Филиппа и принцессы Дианы соответственно. В октябре 2020 года Доминик Уэст начал переговоры о том, чтобы сыграть принца Чарльза, в апреле 2021 года он был официально утверждён в этой роли. В июне 2021 года Оливия Уильямс объявила, что сыграет Камиллу Паркер-Боулз. В сентябре 2022 года Руфус Кампа и Эд Маквейвас получили роль принца Уильяма, Мег Беллами — роль Кейт Миддлтон.
Съёмки сезона начались в начале сентября 2022 года. Они ненадолго приостанавливались в связи со смертью и похоронами королевы Елизаветы II.
Премьера сезона изначально была запланирована на 2023 год. В октябре 2023 года стало известно, что сезон выйдет двумя частями: первая половина 16 ноября, вторая — 14 декабря.

## Оценки
На сайте-агрегаторе рецензий Metacritic первая половина сезона получила «в целом положительные отзывы» со средневзвешенной оценкой 61 из 100. На сайте Rotten Tomatoes 55 % отзывов положительные, а средний рейтинг составил 6,2 из 10. Критики с этого ресурса высоко оценили образ Дианы, созданный Элизабет Дебики, но признали, что шестой сезон не стал самым лучшим. В целом мнения британских критиков о сезоне разошлись, тогда как французы в основном хвалили шоу. Даже рецензенты, высказывавшие негативные оценки, отмечали высокий уровень ряда актёрских работ — в первую очередь игру Дебики, Стонтон и Уэста.
Верн Гэй в рецензии для Newsday высоко оценил первые четыре эпизода, особенно картину последних часов жизни Дианы и Доди Аль-Файеда. Кэрол Мидгли из The Times написала, что шоу и в финальном сезоне осталось «захватывающим телевизионным произведением с очень высокими производственными качествами, которое хочется смотреть ещё». Лейси Баугер из Paste оценила первую половину сезона на 7,2 из 10 и назвала её «отличным мини-сериалом о Диане», но заявила, что последний сезон должен иметь больше амбиций. Люси Мэнган из The Guardian поставила тем же четырём сериям один балл из пяти, назвав «сериал, одержимый Дианой» «воплощением плохого сценария», несмотря на блестящую игру всех актёров. По мнению Кэрин Джеймс (BBC Culture), авторы сериала не смогли исправить «ужасные недостатки предыдущего сезона».
Элисон Херман в рецензии для Variety констатировала, что после ухода Дианы в сериале образовался вакуум, но акцент сместился на королеву, а финал сезона стал «чётким объяснением того, почему ритуал, застой и пышность имеют значение». Майк Хейл из New York Times написал, что после гибели Дианы «Корона» «вернулась в гостиные, спальни и загородные дома... Виндзоров», свою «зону комфорта». Кэти Росейнски из The Independent поставила второй половине сезона два балла из пяти, придя к выводу, что сериал «преследует призрак былой славы». Анита Сингх из The Telegraph написала, что «Морган явно выдохся» и что история отношений Уильяма и Кейт была «милой, но скучной».